# Autobahn Hefei–Anqing
Die Autobahn Hefei–Anqing oder He'an-Autobahn (chinesisch 合安高速公路, Pinyin Hé'ān gāosù gōnglù, englisch He'an Expressway), chin. Abk. G4212, ist eine regionale Autobahn in der Provinz Anhui im Osten Chinas. Die 170 km lange Autobahn zweigt bei der Provinzhauptstadt Hefei von der Autobahn G40 ab und führt in südlicher Richtung über Lujiang, Tongcheng und Huaining nach Anqing am Fluss Jangtsekiang. Streckenweise verläuft die Autobahn auf den Autobahnen G3 und G50.